# فارس الراوي
فارس الراوي (بالإنجليزية: Faris Al-Rawi)‏ هو سياسي ترينيدادي من أصل عراقي، يشغل منصب النائب العام في ترينيداد وتوباغو منذ 9 سبتمبر 2015. فارس الراوي عضو في حركة الشعب الوطنية، أكبر أحزاب مجلس النواب الترينيدادي عن الدائرة الانتخابية في غرب سان فرناندو.

## السيرة الذاتية
ولد فارس الراوي في سان فرناندو لأب عراقي مسلم هو حسام سلمان حسين عبد القادر محمد الراوي وأم ترينيدادية هي ديان سيوكيران. مثلت أمه مجلس النواب عن الدائرة الانتخابية في غرب سان فرناندو. أما جده لأمه ليونيل سيوكيران فقد كان عضوا في مجلس النواب عن حزب العمال الديمقراطي.
درس القانون في كلية تابعة لجامعة الهند الغربية (جامعة ويست إنديز) وحصل على شهادة الماجستير من كلية الملك في لندن.
ينتسب فارس الراوي للنبي محمد ﷺ فهو جده الثالث والأربعون، ويلاحظ له وجهات نظر دينية معتدلة وخلفية دينية مختلطة حيث أن أمه مشيخية وجده لأمه هندوسي وزوجته كاثوليكية.